# Mamoa do Alto do Cotorino
A Mamoa do Alto do Cotorino, ou Alto do Catorino, localiza-se no lugar de Carrazedo do Alvão, freguesia de Alvão, no município de Vila Pouca de Aguiar.
É um dos maiores monumentos megalíticos do município e talvez aquele que se encontra em melhor estado de conservação, estando classificado como Imóvel de Interesse Público desde 1990.
Apesar de ter sido alvo de várias acções de violação, a mamoa apresenta a sua estrutura pétrea quase intacta. Esta compõe-se por uma câmara de configuração poligonal, onde permanecem “in situ” sete do conjunto dos oito esteios, e uma lage de maiores dimensões que parece vedar o espaço de tumulação. Não se notam quaisquer vestígios relacionados com a existência de um corredor. A Mamoa possui uma altura de dois metros e um diâmetro superior a vinte metros.